# Loewia crassipes
Loewia crassipes är en tvåvingeart som först beskrevs av Louis-Paul Mesnil 1953.  Loewia crassipes ingår i släktet Loewia och familjen parasitflugor. Inga underarter finns listade i Catalogue of Life.